# Iván Velázquez Caballero
Iván Velázquez Caballero, dit « El Talibán » ou « Z-50 », né le 10 février 1970 à Nuevo Laredo au Mexique, est un criminel mexicain qui fut notamment le fondateur du cartel de Los Talibanes.

## Biographie
Iván Velázquez Caballero nait le 10 février 1970 à Nuevo Laredo, dans l'État de Tamaulipas. Membre du Cartel du Golfe, il en est le chef local à Nuevo Laredo à partir de 2004. En 2005, il fait partie du groupe Los Zetas (alors bras armé du Cartel du Golfe),.
Ses associés le surnomment « El Talibán » (« Le Taliban »), car il avait l'habitude de décapiter ses ennemis et les civils qui ne payaient pas les frais d'extorsion.

### Arrestation
El Talibán est arrêté par des forces spéciales mexicaines, dans la colonia Tangamanga de San Luis Potosí, le 26 septembre 2012, et est détenu à la prison de La Loma à Nuevo Laredo. Il est extradé aux États-Unis en 2013 et condamné en 2017 à 30 ans de prison. N'étant pas citoyen américain, il devrait faire l'objet d'une procédure d'expulsion à sa sortie de prison,,.

## Famille
Iván Velázquez Caballero a au minimum un frère, Juan Daniel « El Talibancillo » Velázquez Caballero. El Talibancillo prend la tête de Los Talibanes après l'arrestation de son frère et est lui-même arrêté en avril 2015,.
Iván Velázquez Caballero aurait trois fils, Iván Iván Velázquez (d), Iván Alejandro Velázquez Garza (d) et Raúl Velázquez Caballero (d). Ce dernier serait le leader de Los Talibanes,.